# José Mercé

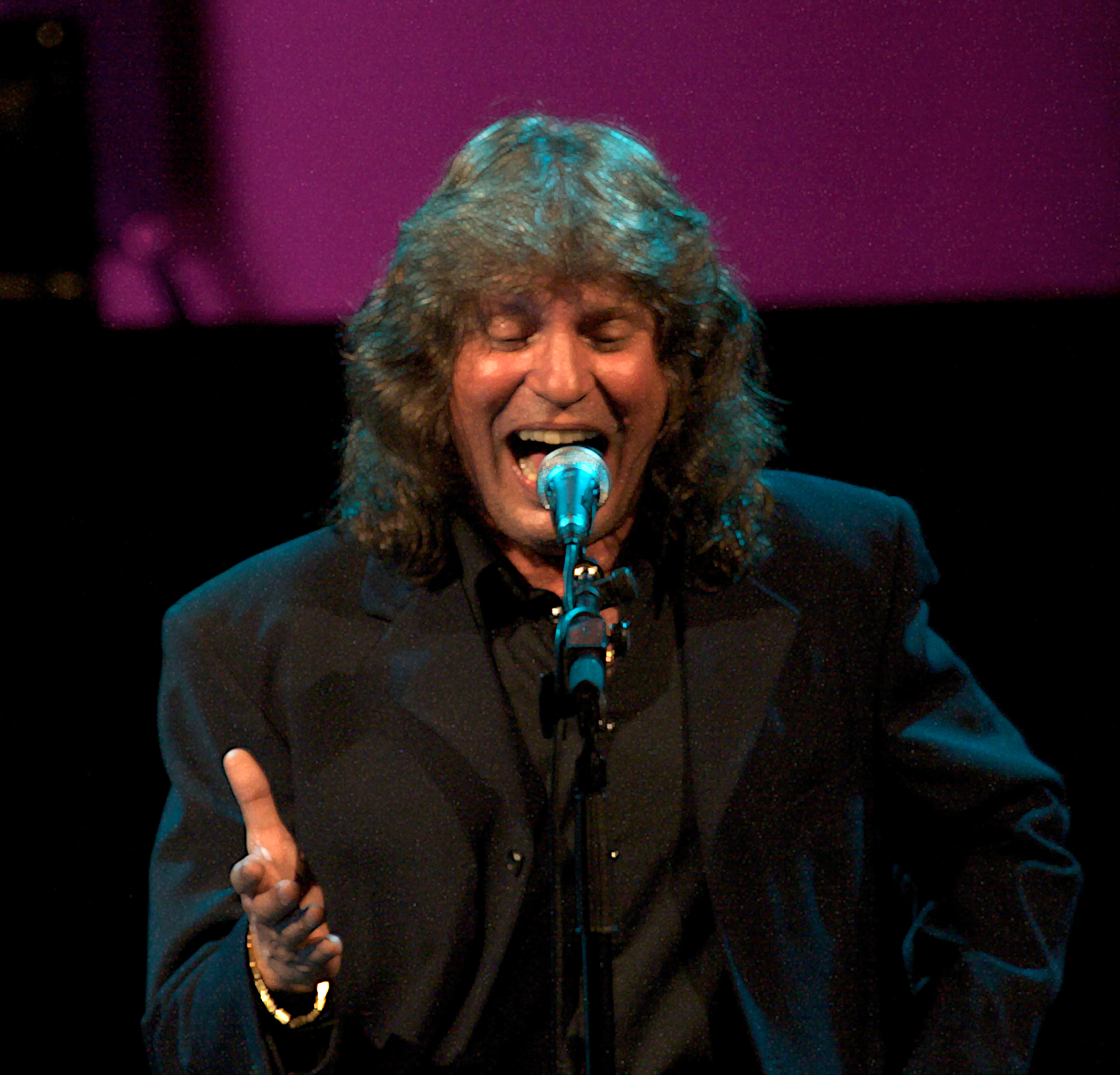
José Mercé (2008)

José Mercé (bürgerlich José Soto Soto, * 19. April 1955 in Jerez de la Frontera) ist ein Flamenco-Sänger aus der andalusischen Provinz Cádiz im äußersten Süden Spaniens.
Als Kind war er Sänger der Schule der Basílica de la Merced, deswegen hat er sich auch den Künstlernamen Mercé gewählt. Bereits als Zwölfjähriger trat er auf diversen Flamenco-Festivals in seiner Heimat auf. Später wechselte er seinen Wohnsitz in die spanische Hauptstadt Madrid, wo er auch seine ersten Schallplatten aufnahm. 

## Auszeichnungen
- 2010 erhielt er die Medalla de Andalucía für seine Verdienste als Flamencosänger.
- 2013 wurde José Mercé mit seinem Album Mi única llave für den Grammy Latinos in der Kategorie „Bestes Flamenco-Album“ nominiert.[1]

## Diskografie

### Alben
| Jahr | Titel                  | Höchstplatzierung, Gesamtwochen, AuszeichnungChartsChartplatzierungen (Jahr, Titel, Platzierungen, Wochen, Auszeichnungen, Anmerkungen) | Anmerkungen                                         |
| Jahr | Titel                  | ES | Anmerkungen                                         |
| ---- | ---------------------- | --- | --------------------------------------------------- |
| 2004 | Confí de fuá           | ES22 Gold · (9 Wo.)ES | Erstveröffentlichung: 8. November 2014              |
| 2006 | Lo que no se da        | ES6 Gold · (16 Wo.)ES | Erstveröffentlichung: 30. Januar 2006               |
| 2007 | Grandes éxitos         | ES37 (12 Wo.)ES |                                                     |
| 2010 | Ruído                  | ES11 (23 Wo.)ES | Erstveröffentlichung: 4. Mai 2010                   |
| 2012 | Mi única llave         | ES16 (13 Wo.)ES | Erstveröffentlichung: 11. Oktober 2012              |
| 2014 | Cuarenta años de cante | ES39 (46 Wo.)ES | Erstveröffentlichung: 25. November 2014             |
| 2016 | Doy la cara            | ES2 (30 Wo.)ES | Erstveröffentlichung: 27. Mai 2016                  |
| 2018 | De verdad              | ES7 (13 Wo.)ES | Erstveröffentlichung: 26. Oktober 2018 mit Tomatito |
| 2022 | El oripando            | ES18 (5 Wo.)ES | Erstveröffentlichung: 3. März 2022                  |

grau schraffiert: keine Chartdaten aus diesem Jahr verfügbar
Weitere Alben
- 1968: Bandera de Andalucía
- 1994: Desnudando el Alma
- 1998: Del Amanecer… (ES: Platin)
- 1999: Caminos reales del cante
- 2000: Aire (ES: ×2Doppelplatin )
- 2001: Cuerpo y Alma
- 2002: Recopilación. Verde junco y otros éxitos
- 2002: Lío (ES: Platin)
- 2002: Quebrando el Aire
- 2004: Verde junco & Hondas Raices
- 2014: 40 años de cante

### Singles
| Jahr | Titel Album           | Höchstplatzierung, Gesamtwochen, AuszeichnungChartsChartplatzierungen (Jahr, Titel, Album, Platzierungen, Wochen, Auszeichnungen, Anmerkungen) | Anmerkungen |
| Jahr | Titel Album           | ES | Anmerkungen |
| ---- | --------------------- | --- | ----------- |
| 1999 | Villancicos gitanos – | ES2 (3 Wo.)ES |             |